# آن جفریز
آن جفریز (انگلیسی: Anne Jeffreys؛ زادهٔ ۲۶ ژانویهٔ ۱۹۲۳ – درگذشته ۲۷ سپتامبر ۲۰۱۷) یک هنرپیشه، و خواننده اهل ایالات متحده آمریکا بود.
آن جفریز در ۲۷ سپتامبر ۲۰۱۷ در سن ۹۴ سالگی درگذشت.
از فیلم‌ها یا مجموعه‌های تلویزیونی که وی در آن‌ها نقش داشته‌است می‌توان به اراذل و اوباش اشاره نمود.